# Західно-Сибірське льодовикове озеро

Західно-Сибірське Льодовикове озеро

Західно-Сибірське Льодовикове озеро (Мансійське озеро) — льодовикове озеро, яке утворилося, коли було блоковано Баренцево-Карським льодовиковим щитом скидання води в Північний Льодовитий океан річок Об та Єнісей під час Зиряновського заледеніння, близько 80,000 років тому. За максимальної трансгресії площа озера перевищувала понад вдвічі площу сьогоденного Каспію.
Теоретично, якщо перекрити скидання води до басейну Льодовитого океану (наприклад, річок Об та Єнісей), озеро буде в кінцевому підсумку скидати воду у Середземне море обхідним маршрутом, через Аральське, Каспійське і Чорне моря. 
Цікаво, що це призвело б скидання води Селенги і Байкалу на відстань близько 6000 миль, що значно більше, ніж течія будь-якої сьогоденної річки.

## Ресурси Інтернету
- West Siberian Lake Overview